# El Rincón de Almendricos
El Rincón de Almendricos es un yacimiento arqueológico argárico situado en la pedanía de Almendricos, aproximadamente a un kilómetro al NE de esta población, en el municipio de Lorca, provincia de Murcia, España. A diferencia de la mayoría de asentamientos argáricos conocidos, situados en cerros fácilmente defendibles (poblados de altura), el Rincón de Almendricos fue una aldea construida en la llanura. Forma junto a Los Cipreses o La Escarihuela el mayor conjunto de yacimientos argáricos en llano, ubicado en el término municipal de Lorca. En dicho municipio hay al menos 23 poblados pertenecientes a esta época y, quizás, hasta 66, lo que convierte a esta área en la de mayor densidad de yacimientos argáricos. El estudio de los asentamientos de la comarca hace pensar en una jerarquización territorial cuyo centro político estaría situado en el mismo poblado de Lorca (o poblados, porque podrían llegar a ser tres).
Al igual que los demás asentamientos de la llanura lorquina, El Rincón de Almendricos no presenta ningún tipo de arquitectura defensiva. Está situado a cuatro km de un yacimiento de cobre, la mina de Santa Isabel, que contiene carbonatos como la malaquita y la azurita. Aparece rodeado de pequeños poblados, como Cabezo Armao de Abajo y La Alcanara a seis km al NE; Cabezo Lirón a cinco km al SE y, cerca de éste, el Cortijo Pino Real. También hay dos poblados de altura a 4,5 km al SNE, separados entre sí por solamente una cincuentena de metros: el Cabezo de las Piedras y el Cerro del Moro, que dominan el paso natural entre la sierra y el litoral.
Excavado por Mª M. Ayala, El Rincón de Almendricos era de pequeño tamaño y se dedicaba a la producción agraria, sobre todo de leguminosas, aunque también está presente la cebada. Este patrón productivo implicaría un régimen de huertos con mayores necesidades hídricas y diferente al de los asentamientos en altura, básicamente extensivo y de secano. Se han encontrado canalizaciones de agua, lo cual podría corroborar la hipótesis de que se utilizaran sistemas de irrigación para una agricultura orientada hacia la horticultura, aunque también podrían tratarse de canales de desagüe.
En este yacimiento se han encontrado once sepulturas: ocho cistas y tres urnas cerámicas o pithoi. Gracias a su estudio se ha comprobado que las lajas de piedra utilizadas para los enterramientos en cista estaban selladas entre sí con pequeños fragmentos laminares y protegidas por hiladas de piedras dispuestas alrededor. Las tres urnas corresponden a sendos enterramientos infantiles y, a su vez, estarían cubiertas por lajas pétreas. Habría también un enterramiento en fosa, delimitado por piedras. Entre los elementos que formaban parte de los ajuares funerarios se han de destacar dos pendientes de plata y diversos artefactos de cobre o bronce como anillos, puñales triangulares de remaches, alabardas, punzones y una espada, arma principal y distintiva de la élite masculina, de las que hasta ahora sólo se han encontrado doce ejemplares en toda el área argárica. También se ha identificado una sepultura conmemorativa (cenotafio), con ajuar pero sin restos humanos.